# Емпфинген
Емпфинген (њем. Empfingen) општина је у њемачкој савезној држави Баден-Виртемберг. Једно је од 16 општинских средишта округа Фројденштат. Према процјени из 2010. у општини је живјело 4.120 становника. Посједује регионалну шифру (AGS) 8237024.

## Географски и демографски подаци
Емпфинген се налази у савезној држави Баден-Виртемберг у округу Фројденштат. Општина се налази на надморској висини од 430-560 метара. Површина општине износи 18,3 km². У самом мјесту је, према процјени из 2010. године, живјело 4.120 становника. Просјечна густина становништва износи 225 становника/km².

## Међународна сарадња
| Мјесто | Држава    | Врста сарадње | Од    |
| ------ | --------- | ------------- | ----- |
| Мишке  | Мађарска  | контакт       | 1985. |
|        | Француска | партнерство   | 1991. |
| Извор  |           |               |       |